# Dichrooscytus rubromaculatus
Dichrooscytus rubromaculatus är en insektsart som beskrevs av Kelton 1972. Dichrooscytus rubromaculatus ingår i släktet Dichrooscytus och familjen ängsskinnbaggar. Inga underarter finns listade i Catalogue of Life.